# 1376년

## 연호
- 명(明) 홍무(洪武) 9년
- 북원(北元) 선광(宣光) 6년
- 일본(日本) 남조(南朝) 덴주(天授) 2년
- 일본(日本) 북조(北朝) 에이와(永和) 2년
- 쩐 왕조(陳朝) 롱카인(隆慶) 4년

## 기년
- 명(明) 태조 홍무제(太祖 洪武帝) 9년
- 북원(北元) 소종(昭宗) 6년
- 고려(高麗) 우왕(禑王) 2년
- 쩐 왕조(陳朝) 예종(睿宗) 4년

## 사건
- 최영이 홍산에서 왜구를 토벌하다.(홍산대첩)

## 탄생
- 8월 13일 - 조선의 문신 하연(河演)

## 사망
- 고려(高麗)의 후궁(後宮) 반야
- 6월 8일 - 흑태자 에드워드, 잉글랜드 국왕 에드워드 3세의 장남.